# Nadja Kälin
Pour les articles homonymes, voir Kälin.
Nadja Kälin (née le 20 avril 2001) est une skieuse de fond suisse. Elle a participé au skiathlon classique féminin de 10 kilomètres et au skiathlon féminin de 15 kilomètres aux Jeux olympiques d'hiver de 2022,,,. Elle a participé à la Coupe du monde de ski de fond FIS 2021-2022.

## Résultats ski de fond
Tous les résultats proviennent de la Fédération internationale de ski.

### Jeux olympiques
| An   | Âge | dix kilomètres individuel | 15 kilomètres skiathlon | 30 kilomètres | Sprint | 4 × 5 kilomètres relais | Équipe sprint |
| ---- | --- | ------------------------- | ----------------------- | ------------- | ------ | ----------------------- | ------------- |
| 2022 | 20  | 43                        | 21                      | —             | —      | 7                       | —             |

### Coupe du monde

#### Season standings
| Saison | Âge | Classement disciplinaire | Classement disciplinaire | Classement disciplinaire | Classement disciplinaire | Classement Ski Tour |
| Saison | Âge | Globalement              | Distance                 | Sprint                   | U23                      | Tour de Ski         |
| ------ | --- | ------------------------ | ------------------------ | ------------------------ | ------------------------ | ------------------- |
| 2022   | 20  | 91                       | 58                       | NC                       | 16                       | DNF                 |